# アニパラ
アニパラは、ダンスミュージックのパラパラのアニメーションに特化した音楽のジャンルで、アニメとパラパラを組み合わせて産まれた言葉である。1つはWarner Music Japanから発売されたDANCE∞INFINITYシリーズのうちアニメ版のシリーズのことを指し、そこから派生して、アニメ系のパラパラを総称した音楽のジャンル名として用いられる。

## CDとしてのアニパラ
2000年より発売され、過去に4種類発売されている。当初はTWO∞MIXが関わっていた。
唄っているのは遠藤正明などである。

### アニパラ
アニパラシリーズの1作目で、懐かしのアニメソング形の曲が中心のCD。2000年5月17日発売
収録曲は、キューティーハニー、魔訶不思議アドベンチャー!、ラムのラブソング、マジンガーZ、宇宙戦艦ヤマトなど

### アニパラ2
ダンスフロアでアンケートを取った結果を元に選曲されたCD。2000年9月27日発売
収録曲は、CAT'S EYE、CHA-LA HEAD-CHA-LA、ムーンライト伝説、はじめてのチュウ、ペガサス幻想など

### アニパラ BEST AND MORE
アニパラ1、アニパラ2のベスト版CD。2001年1月24日発売

### アニパラ3 〜TECHNO REMIXES FILE〜
アニパラ1、アニパラ2の収録曲のいくつかをテクノ調にアレンジしたCD。2001年3月22日発売

## 音楽ジャンルとしてのアニパラ
音楽ジャンルとしては前述のアニパラ以外に次のCD及び曲が含まれる。
パラパラが、ダンスミュージックの中ではテンポが余り早くなく、ダンスが上半身を主とする激しくない点などが極めて若い世代でも受け入れやすかったのが、このジャンルを大きくした主因である。一方でアニパラというジャンルに反発をする人も多く、パラパラのブームそのものも下火になっていった。

### Avex
- パラパラアニソン音頭
- およげ!たいやきくん〜パラパラ2001〜

### GIZA studio
- 恋はスリル、ショック、サスペンス

### ジェネオンエンタテインメント
- ウルトラアニメユーロビートシリーズ パラパラMAX1
- ウルトラアニメユーロビートシリーズ パラパラMAX2
- ウルトラアニメユーロビートシリーズ パラパラMAX3
- ウルトラアニメユーロビートシリーズ パラパラMAX4
- ウルトラアニメユーロビートシリーズ パラパラMAX5
- ウルトラアニメユーロビートシリーズ 美少女MAX
- ウルトラアニメユーロビートシリーズ メカMAX
- ウルトラアニメユーロビートシリーズ 特撮王
- ウルトラアニメユーロビートシリーズ ベストMAX
- ウルトラアニメユーロビートシリーズ Hyper Yocomix

### 日本クラウン
- パラパラ Max Power Of New Animation Songs

### Warner Music Japan
象南波羅〜ゾナパラ〜［WHY!パラパラ・リミックス］